# خوان غوميز مارتينيز
خوان بابلو غوميز مارتينيز (بالإسبانية: Juan Pablo Gómez Martínez)‏، (ولد في 18 أغسطس 1934)، وهو سياسي كولومبي. كان حاكما لأنتيوكيا وعمدة ميديلين. في عام 2006 تم تعيينه سفير لكولومبيا في الكرسي الرسولي من قبل الرئيس الكولومبي ألفارو أوريبي بيليث.